# 헬렌 켈러
헬런 애덤스 켈러(영어: Helen Adams Keller, 1880년 6월 27일 ~ 1968년 6월 1일)는 미국의 작가, 교육자이자 사회주의 운동가이다. 그녀는 인문계 학사를 받은 최초의 시각, 청각 시청각장애인이다. 헬렌 켈러의 장애로 인해 가지고 있던 언어적 문제를 앤 설리번(장애를 극복한) 선생과 자신의 노력으로 장애를 가진 문제점을 건강하게 되돌린 유년시절을 다룬 영화 《미라클 워커》로 인해 그녀의 이야기는 전 세계적으로 널리 알려지게 되었다.

## 어린 시절과 질병

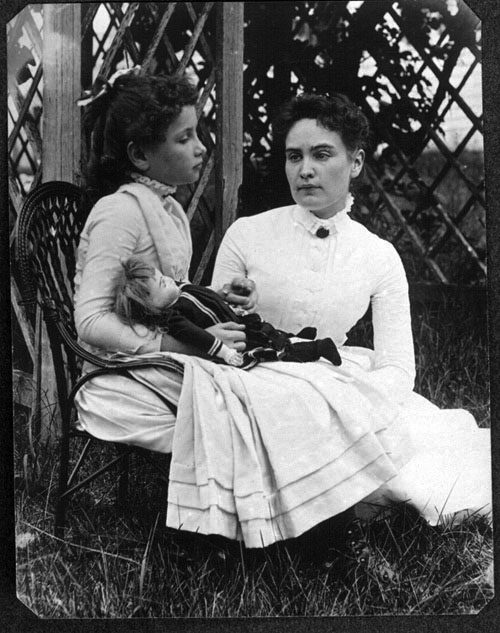
1888년 7월, 앤 설리번과 함께 케이프 코드에서 휴가를 보내는 헬렌 켈러.

헬렌 켈러는 1880년 6월 27일 미국 앨라배마 터스컴비아에 있는 아이비 그린 농장의 저택에서 남부 동맹 전직 사무관인 아서 H. 켈러(Arthur H. Keller)와 로버트 E. 리 남부 동맹 총 사령관의 사촌이자 전직 남부 동맹 장군이었던 찰스 W. 애덤스의 딸인 케이트 애덤스 켈러(Kate Adams Keller) 사이에서 태어났다. 그녀의 가족은 스위스에서 왔다. 생후 19개월 후에 의사로부터 성홍열과 뇌막염에 걸려 위와 뇌에서의 급성 출혈이 있다는 진단을 받았다. 이 병은 오래가지 않았지만 이로 인해 그녀는 평생 시각 장애와 청각 장애를 안고 살아가게 된다. 그 때는 가정 요리사의 6살 난 딸이자 그녀의 수화를 이해하는 아이인 마르타 워싱턴과 대화가 가능했었다. 헬렌 켈러는 7살 때부터 집안에서 60개가 넘는 수화를 사용하여 의사소통을 했다. 소련의 시청각 장애 심리학자인 A. 메스체리코프에 의하면, 마르타와의 교제와 그녀의 가르침은 헬렌이 나중에 발전하는 데에 결정적인 요소였다고 한다.
1886년, 헬렌의 어머니 케이트 켈러는 찰스 딕슨의 《American Notes》라는 시청각 장애인인 로라 브릿맨에 대한 성공적인 교육에 관해 쓰여진 글을 읽고 큰 감명을 받았다. 곧 그녀는 공문을 헬런과 그의 아버지를 동행하게하여 눈, 귀, 코, 목에 관련한 전문가인 J. 줄리언 치솜을 찾아 조언을 얻기위해 볼티모어로 보냈다. 그는 이어서 청각 장애인들을 위한 일을 하고 있었던 알렉산더 그레이엄 벨과 그녀의 가족을 연결시켜주었다. 벨은 보스턴 남쪽에 위치해있고 브릿맨이 교육을 받은 학교인 《펄킨스 시각 장애 학교》에 연락해보라고 조언하였다. 그 학교의 교장 선생인 마이클 아나가노스는 시력 감퇴가 있는 20살의 학교 졸업생 앤 설리번에게 헬런의 가정 교사가 되는 것을 물어보았다. 이 일은 곧 49년간 이어지는 인연의 시작점이 되었다. 곧 그녀는 헬렌의 가정교사가 되고 나중에는 그녀의 동반자로서 함께하게 된다.
앤 설리번은 1887년 3월에 헬렌의 집에 도착하여 곧바로 헬런을 가르치기 시작하였다. 그녀는 헬런이 단어의 스펠링을 그녀의 손에 적어주는 식으로, 그녀가 헬런에게 선물로 가져온 'd-o-l-l'(doll, 인형)의 스펠링으로 시작하였다. 그 다음 달에는 헬런이 의사소통 방식에서 큰 발전을 보였는데, 그녀가 헬런의 손에 차가운 물을 틀어주고 '물(water)'이라는 단어를 손바닥에 쓰면서 연상시켜주는 방식이었다. 그리고 헬런은 설리번과 세상의 다른 흔한 사물들을 익히는 데 시간을 쏟았다.
오른쪽 눈이 튀어나오기 전까지는, 헬렌은 사물의 윤곽을 형상화시키며 배웠다. 그녀의 양쪽 눈은 의학적인 이유와 외관적인 이유 때문에 유리 복제품으로 대신 교체되었다.

## 정규 교육

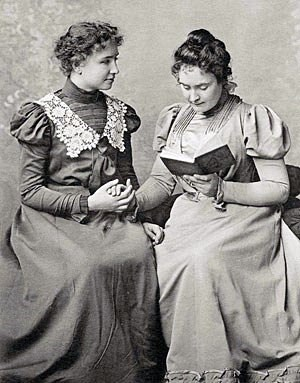
1898년의 헬렌 켈러와 앤 설리번

1888년 5월 초, 헬렌은 퍼킨스 시각 장애 학교에 등록하였다. 1894년에는 헬렌 켈러와 앤 설리번이 라이트 휴머슨 청각 장애 학교와 호레스 만 청각 장애 학교를 다니기 위해 뉴욕으로 이사했다. 1896년에는 매사추세츠로 돌아가서 케임브리지 여학교를 다녔다. 그 후로 1900년, 헬렌은 하버드대학교 부속 여자대학교였던 레드클리프 대학교 입학을 허가받았다. 아동문학가인 고정욱 작가가 쓴 《헬렌 켈러》(웅진씽크빅)에 의하면, 헬렌 켈러는 점자타자기를 이용하여 과제물을 제출함으로써 학업에 열중했는데, 그녀는 장애인에 대한 배려가 아닌, 학문을 할 수 있는 능력으로써 존중받기 위해 오탈자가 없는 글을 쓰고자 하는 등 많은 노력을 기울였다고 한다.  
그녀의 열렬한 지지자였던 마크 트웨인은 스텐다드 오일의
그의 아내와 함께 헬렌의 교육비를 지원해준 헨리 H. 로저스에게 그녀를 소개시켜 주었다. 1904년에 24살이 된 헬렌 켈러는 레드클리프 대학교를 졸업하면서 최초로 학사학위를 받은 시청각 장애인이 되었다. 경향신문 칼럼에 의하면, 그녀는 독일어를 비롯해 5개의 언어를 구사했다고 한다. 

## 그녀의 동반자
앤 설리번은 헬렌 켈러를 가르치는 일이 끝난 뒤에도 계속 헬렌 켈러의 곁에 남아 있었다. 그러다가 1914년경부터 앤 설리번의 건강이 나빠지기 시작하자 폴리 톰슨이라는 여성을 활동보조인으로 고용하였다. 폴리 톰슨은 스코틀랜드에서 온 젊은 여성으로 시청각 장애인에 관한 경험이 전무했으나 경험이 쌓이 끝에 헬렌 켈러의 활동보조 노동을 하였다.
헬렌 켈러는 퀸스의 포레스트 힐즈로 앤 설리번과 남편 존 메이시와 함께 이사했고, 집을 미국 시각 장애 재단의 지지를 위한 노력의 거점처럼 삼았다.
1936년, 앤 설리번이 사망하고 나서 헬렌 켈러와 폴리 톰슨은 코네티컷으로 이사했다. 그들은 세계여행을 함께 다녔고 또한 시각 장애인들을 위한 기금을 늘렸다. 톰슨은 1957년에 다시는 회복하지 못하는 발작을 일으켰고, 1960년에 뇌졸중으로 사망한다.
1957년에 원래 폴리 톰슨을 치료하기 위해 데려온 간호사인 위니 코베리는 톰슨의 사망한 이후에도, 헬렌의 집에 남아서 헬렌 켈러의 비서 겸 활동보조 노동을 하였다.

## 정치적 활동
헬렌 켈러라고 하면 장애를 극복한 장애인 여성으로 생각하지만, 역사 속의 헬렌은 사회운동을 실천한 사회주의 지식인이었다. 또, 그녀는 시각장애인들을 돕는데엔 중립이었다.

### 인권운동
헬렌 켈러는 세계적으로 유명한 작가이자 연설가로 점점 더 유명해졌다. 그녀는 불리한 신체조건 등 많은 장애 속에 살아가는 사람들을 위한 지지 및 옹호로 많이 기억된다. 그녀는 여성 참정권론자이자 평화주의자, 미국 대통령 우드로 윌슨의 반대자였으며 또한 급진적인 사회주의자에 여성 피임 지원자였다. 1915년, 헬렌 켈러와 조지 케슬러는 '헬렌 켈러 인터내셔널'이라는 단체를 설립했다. 이 단체는 비전과 건강, 영양 연구에 열심이었다.
1920년에는 그녀가 미국 자유 인권 협회(ACLU)의 설립을 도왔다.

### 일본방문
헬렌 켈러와 앤 설리번은 39여개 국가들을 방문하였는데, 그 중에서도 일본의 몇 차례 방문으로 일본의 인기인이 되었다.

#### 아키타
1937년 7월에 일본의 아키타현을 방문했을 때 그녀는 1935년에 죽은 유명한 개 충견 하치에 대해 물어보았다. 그녀는 일본인에게 아키타 견을 갖고 싶다고 말했으며 한마리를 한 달도 안돼서 받았고 이름은 카미케이지고였다. 이 개가 개 홍역으로 죽었을 때 이 개의 형이었던 캔잔고가 일본 정부의 공식 선물로서 1938년 7월에 왔다. 헬렌 켈러는 이 두마리의 개를 미국에 아키타 견을 소개하며 미국인들이 이 개들에 대해 신뢰할 수 있도록 했다.
1939년까지 품종 기준(breed standard)이 만들어졌고 개 쇼(dog shows)가 열렸지만 이런 행사는 제2차 세계대전이 시작되면서 멈추게 되었다. 헬렌 켈러는 아키타 저널을 썼다.
| “ | 만약 천사의 털이 있다면 그것은 카미카제의 털이다. 나는 다른 애완동물에게서는 영원히 이렇게 같은 느낌을 가질 수 없다는 것을 안다. 아키타 견은 모든 것에 있어서 내 마음에 쏙 들었다. 이 개는 온화하고 사교적이고 믿음직하다. | ” |

### 유명인사들과의 만남
헬렌 켈러는 그로버 클리블랜드부터 린든 존슨까지 모든 미국 대통령들을 만났고 또한 알렉산더 그레이엄 벨, 찰리 채플린, 마크 트웨인 등 수많은 유명 인사들의 친구였다.

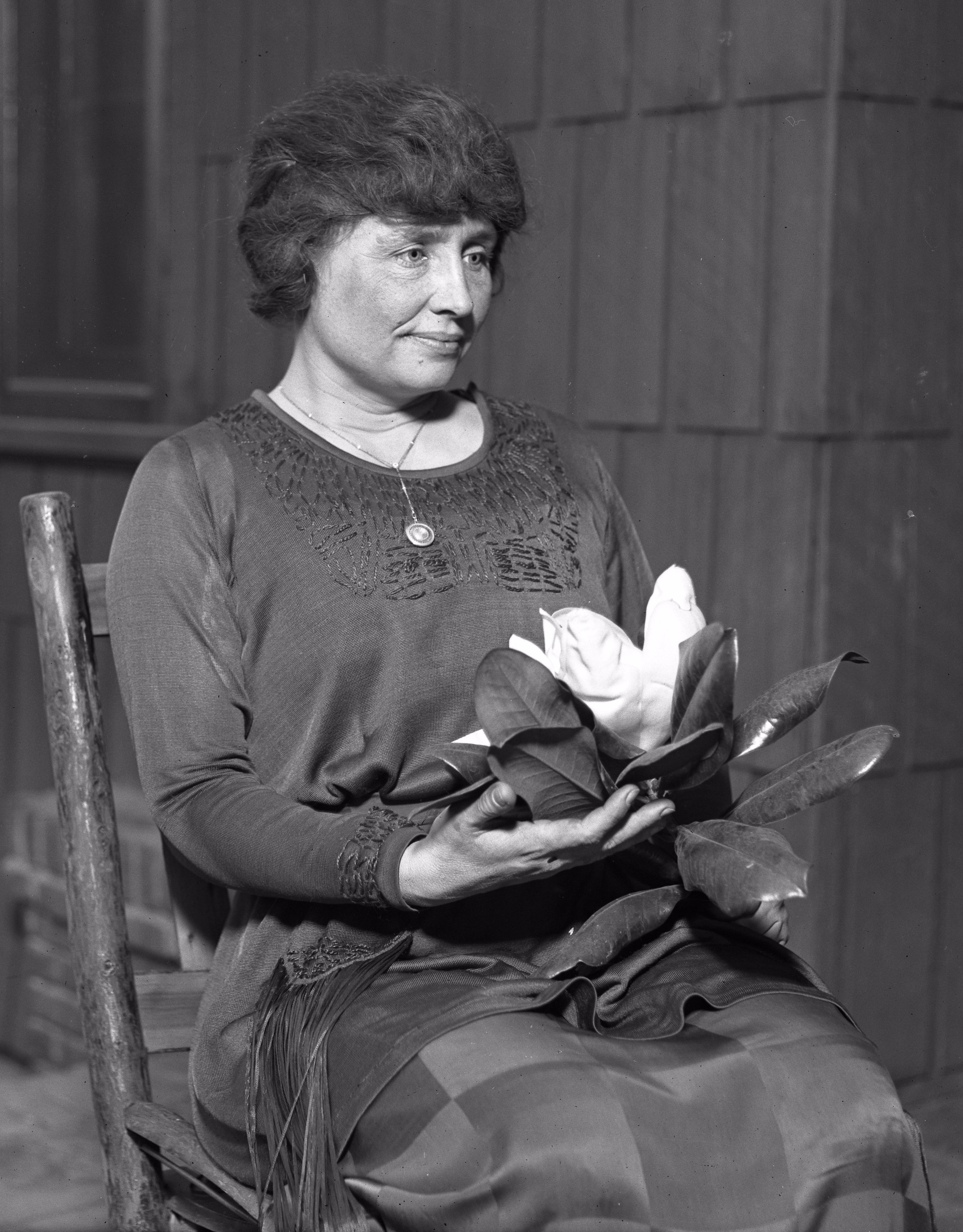
1920년 경 헬렌 켈러가 이야기를 나누며 앉아 목련을 들고 있는 모습

### 사회주의 운동
헬렌 켈러는 29세 때인 1909년 미국 사회당(영어: Socialist Party of America, 1901년 창당)에 입당하였으며, 공개 서한 《나는 어떻게 사회주의자가 되었나》 발표와 방송 출연을 통해 자본주의를 비판했다.

### 미국의 도덕주의 비판과 민주운동
또한 미국의 윌슨 대통령이 제1차 세계대전 당시 "전 세계의 민주주의를 지키기 위해 독일에 선전포고한다." 라고 선언하자, "(미국 백인들이) 수많은 흑인을 학살하는 상황에서 우리의 지배자는 세계 평화와 민주주의를 지키기 위해 싸우고 있다고 말할 수 있는가?"라는 비판으로 우드로 윌슨 대통령의 도덕주의(Moralism)가 얼마나 표리부동한지를 신랄하게 비판할 정도로 헬렌 켈러는 미국 사회의 문제점을 확실하게 고발했으며, 여성 참정권 운동, 사형 폐지 운동, 아동 노동과 인종차별 반대 운동을 실천했다. 그녀의 이러한 활발한 사회참여에 대해 보수주의 언론들은 "헬렌 켈러가 누군가에게 조종당한다." 라며 비난했는데, 이에 대해 헬렌은
| “ | 나는 노동자를 착취하는 공장, 빈민가에도 방문했다. 볼 수 없을지라도… 냄새는 맡을 수 있었다. | ” |
|   | — 헬렌 켈러                                                                                |   |

라며 자신의 의지에 따라 사회참여를 하고 있음을 밝힌 바 있다.

### 한계
하지만 헬렌 켈러의 사회주의 운동에는 한계가 있었는데, 바로 자신이 당원으로 활동한 미국 사회당의 분열을 막지 못한 것이다. 당시 미국 사회당은 1913년 1월, 11만 당원 중 2만 명이 빌 헤이우드 집행위원에 대한 제명 조치에 반발, 탈당할 정도로 엄청난 내분을 겪고 있었다. 이에 대해 헬렌 켈러는 일치하여 민중의 편을 들어야 할 사회당이 두 파벌로 갈라져 서로 비열한 싸움을 벌인다고 비판했지만, 결국 내분을 막지 못했다.
헬렌 켈러는 1909년부터 1921년까지 노동 계급의 지원자들에게 투서하였다. 그녀는 미국 사회당의 대통령 후보자인 유진 뎁스의 모든 대통령 선거 운동들을 지원하였다.

### 보수언론들의 인신공격
헬렌 켈러와 친구였던 마크 트웨인은 20세기 초반에는 급진적인 인물들로 생각되었으며,결과적으로 그들의 정치적 안목은 잊히나 그들에 대한 일반적인 인식으로 덮어졌다. 서양사학자인 주경철 서울대학교 교수는 역사이야기책 《히스토리아》에서 헬렌 켈러의 영리함을 칭찬하던 이들이 헬렌 켈러가 사회주의자임을 알면서부터는 신체적인 장애로 시선을 옮김으로써 인신공격을 하였다는 이야기를 들려주었다. 언론인들의 태도는 장애인을 차별하는 비열한 수작이었다.《브루클린 이글》이라는 지역 신문의 편집장은 그녀의 "명백한 그녀의 발전의 한계를 깨버린 실수들"에 대해 썼다. 헬렌 켈러는 그가 자신의 정치적인 견해를 알기전에 만났던 일을 언급하며 대답했다.
| “ | 이때는 그가 제게 보내주었던 찬사들이 제가 그때를 떠올리면 얼굴이 붉어질 정도로 저에겐 너무나도 과한 칭찬이었습니다. 그러나 제가 사회주의에 대한 지지를 표명한 지금 그(편집장)은 저와 대중들에게 내가 장님이고 귀머거리이고 또한 오류를 쉽게 범한다는 걸 상기시켜주고 있습니다. 저는 제가 그를 만난 후부터 몇 년 동안 내 능력을 보여주는 것을 꺼려할 수밖에 없었습니다... 오, 어리석은 《브루클린 이글》! 사회적으로 눈이 안보이고 귀가 안들리는 것은 우리가 예방하고자 노력하는 신체적인 시청각 장애를 일으키는 질서를 옹호합니다. | ” |

### 노동운동
헬렌 켈러는 1912년에 세계산업노동자 단체(IWW 혹은 워블리)에 가입했으며 의회 사회주의는 "정치의 수렁에 빠지고 있다."라고 말했다. 그녀는 1916년과 1918년사이에 IWW를 위한 글을 썼다. 내가 왜 IWW가 되었나라는 글에서 헬렌 켈러는 그녀의 시각 장애인들에 대한 걱정으로부터 나오는 실천적인 행동의 동기를 설명하였다.
| “ | 저는 시각 장애인들의 상태를 조사하라는 임무를 받았습니다. 첫 번째로 시각 장애를 인간의 제어를 벗어난 불행이라고 생각하는 제가 대개 고용주들의 탐욕과 이기적인 행동으로 나타나는 잘못된 노동 환경이 존재하기 쉽다는 것을 발견했습니다. 그리고 사회악은 그것에 일정부분 기여했습니다. 저는 가난이 여성들을 계속 장님인 상태로 끝나는 수치스러운 삶으로 몰아가고 있는 것을 알게 되었습니다. | ” |

마지막 문장은 여성들의 매춘과 시각 장애의 원인이 되는 매독을 언급한 것이다.

## 집필
헬렌 켈러의 가장 오래된 집필 활동중 하나는 그녀가 11살일 때 작업한 서리 왕(The Frost King) (1891)이다. 이 작품은 마가렛 캔비의 서리 요정(The Frost Fairies)을 표절했다는 의혹이 있다. 이 문제에 대한 조사는 헬렌 켈러가 잠복기억 같은 경험이 있었다고 폭로하였다. 헬렌 켈러는 캔비의 이야기를 읽고서 잊어버렸으나 무의식적인 기억속에 남았다는 이야기이다.
22살에는 헬렌 켈러가 그녀의 자서전 내 삶의 이야기 (1903)를 앤 설리번과 설리번의 남편 존 메이시와 함께 출간하였다. 이 자서전은 그녀가 21살까지 자라온 이야기를 담았고 그녀가 대학생활을 하면서 썼다고 한다.
헬렌 켈러는 그녀가 어떻게 세계를 느끼는지 알게 깨닫게 해주는 내가 사는 세계를 1908년에 집필하였다. 어둠의 바깥이라는 사회주의에 대해 쓴 에세이 시리즈는 1913년에 출판되었다.
그녀의 영적인 자서전인 나의 종교는 1927년에 출판되었고 내 어둠속의 빛과 같이 다시 이슈가 되었다. 이 자서전은 논란이 많은 신비주의 신학자인 에마누엘 스베덴보리의 가르침을 지지한다. 그는 최후의 심판과 예수의 부활에 종교적인 해석을 내놓았다. 그것에는 스데벤보리아니즘이라고 이름이 붙기도 한다.
헬렌 켈러는 총 12개의 책을 출판하였고 많은 기사들을 썼다.

## 말년

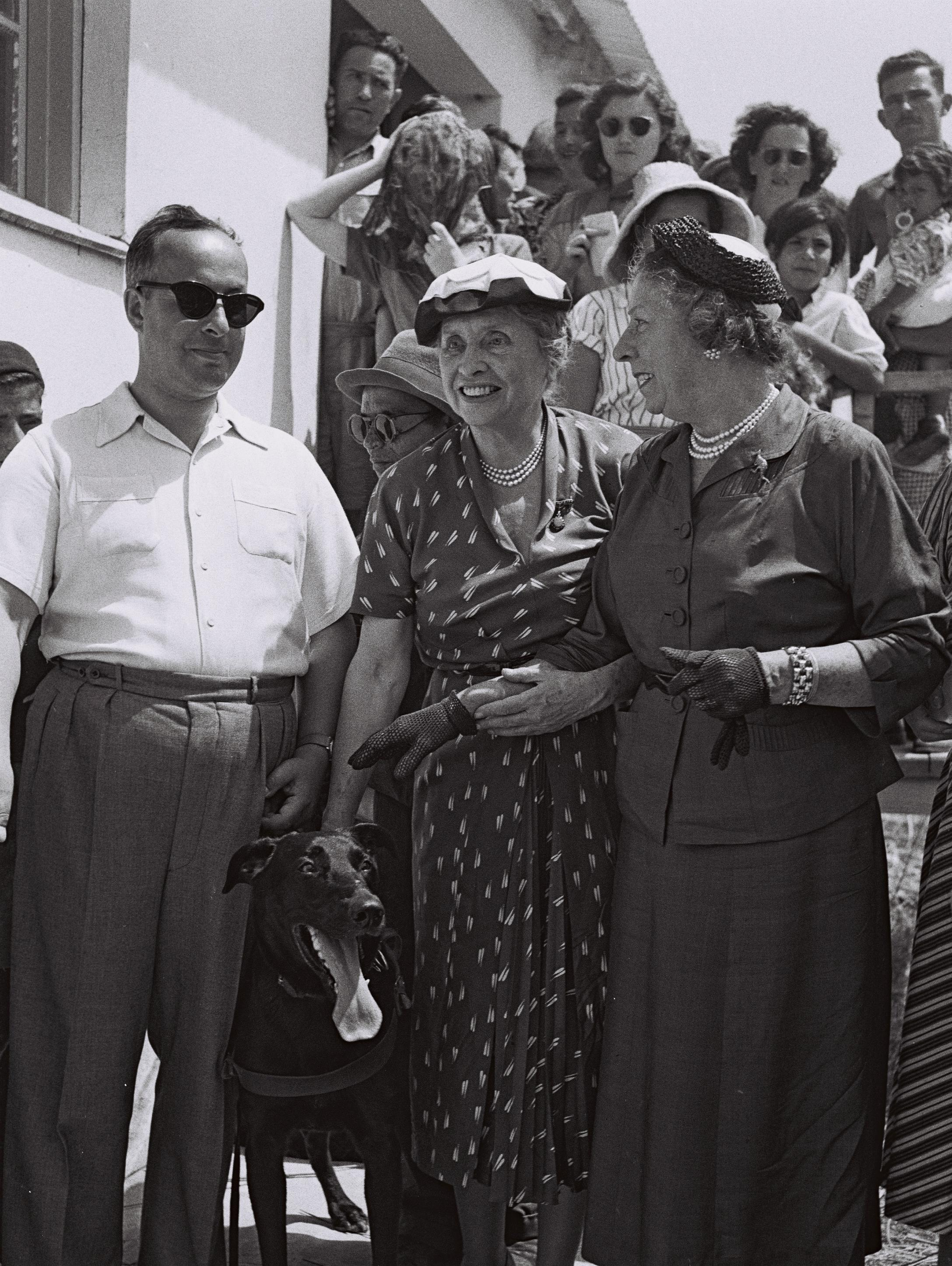
1952년 1월 5일, 이스라엘의 크바 우리엘 마을을 방문한 헬렌 켈러. 가운데가 헬렌 켈러이다.

헬렌 켈러는 1961년에 지속적인 뇌졸중에 시달렸고 말년을 그녀의 집에서만 보냈다.
1964년 9월 14일, 미국의 대통령인 린든 존슨은 헬렌 켈러에게 가장 높은 두개의 훈장 중 하나인 '대통령 훈장'을 수여했다. 1965년, 헬렌 켈러는 '뉴욕 세계 박람회'에서 '미국 여성 명예의 전당'에 뽑혔다.
헬렌 켈러는 '미국 시각 장애인 재단'의 기부 활성화를 위해 헌신의 노력을 다했다. 헬렌 켈러는 말년을 미국 맹인 재단에 자금을 제공하는일에 온 힘을 다했다. 그녀는 1968년 6월 1일에 코네티컷, 웨스트포드의 아컨 리지(Arcan Ridge)에 위치한 그녀의 집에서 88세의 나이로 세상을 떠났다.
장례식은 워싱턴 D.C.에 위치한 성공회 대성당인 워싱턴 국립 대성당(영어: Washington National Cardinal)에서 행해졌으며 그녀의 유해는 영원한 동료이자 선생이었던 앤 설리번과 폴리 톰슨의 옆에 놓였다.

## 헬렌 켈러에 대한 묘사들

### 《구조》
헬렌 켈러의 삶은 몇 번 소개되었다. 그녀는 무성 영화인 《구조》 (1919)에 출연하였다. 이 영화는 그녀의 이야기를 약간 과장하고 우화적으로 표현하였다.

### 《헬렌 켈러의 삶 속의 그녀》
그녀는 또한 《헬렌 켈러의 삶 속의 그녀》(Helen Keller in Her Story)라는 다큐멘터리의 주제가 되기도 했다. 이 다큐멘터리는 케서린 코넬이 내레이션을 맡았다. 그리고 《헬렌 켈러 이야기(The Story of Helen Keller)》라는 유명 미국의 시리즈물의 한 파트로서 허스트 코퍼레이션이라는 회사에서 제작되었다.

### 《미라클 워커》
《미라클 워커》는 그녀의 자서전인 나의 삶에서 나온 극적인 일들을 그려낸 작품이다. 그 여러 드라마들은 각각 헬렌 켈러와 앤 설리번의 관계를 설리번 선생이 어떻게 방황하는 삶을 살던 헬렌 켈러를 교육과 실천적인 행동, 또 저명한 인사로 만들었는지에 대한 묘사를 했다. 가장 잘 알려진 제목은 마크 트웨인이 앤 설리번을 표현한 것과 같이 "미라클 워커(기적적인 일꾼)"이다.

#### 첫 번째 《미라클 워커》
그 첫 번째 실현은 1957년에 윌리엄 깁슨이 제작한 플레이하우스 90의 각본이었다. 그는 연극 미라클 워커(1959)를 위해 이 작품을 각색하였고 앤 밴크로프와 패티 듀크가 주연을 맡은 영화 《미라클 워커(1962)》로 오스카 상을 받았다. 이 영화는 1979년과 2000년에 TV 방송용으로 재제작되었다.

#### 방송용 영화
2000년 제작된 방송용 영화는 디즈니에서 제작했으며, 교육방송에서 토요일 오후에 방송되었던 EBS 가족극장으로 소개되었다. 헬렌이 말을 하지 못하는 답답함 때문에 방황했지만, 설리번의 끈질긴 교육, 가족들과 고용인들의 참여로써 언어를 배우는 과정을 미국 남부의 아름다운 자연을 배경으로 다루고 있다. 실례로 영화에서 헬렌의 부친, 모친, 오빠, 고모할머니 그리고 집안살림을 맡아보는 분들은 헬렌이 설리번 선생의 꾸준한 교육으로 말을 하자 자신의 일처럼 같이 기뻐한다. 《짱구는 못말려》에 등장하는 신짱구의 아빠 목소리를 연구한 성우 고 오세홍씨가 헬렌아빠의 목소리를 연기했다.

### 《기적은 계속된다》
1984년, 헬렌 켈러의 삶 이야기는 《기적은 계속된다》 TV 영화로도 만들어졌다. 《미라클 워커》의 속편으로 제작된 이 영화는 헬렌 켈러의 대학 생활과 초기 성인으로써의 생활을 담았다. 초기의 어떠한 영화들도 헬렌 켈러의 삶의 흔적인 사회주의적 행동을 언급하지 않았는데, 2000년에 디즈니에서 제작한 텔레비전 방송용 미라클 워커 영화는 헬렌을 평등을 위한 행동주의자라는 것을 인정함으로써 그녀의 사회주의 운동경력을 우회적으로 표현하였다.

### 《블랙》
볼리우드 영화인 《블랙》 (2005)은 대부분 헬렌 켈러의 어린시절부터 졸업 때까지의 그녀의 삶을 토대로 만들어졌다. 다큐멘터리 영화인 《샤이닝 소울: 헬렌 켈러의 영적인 삶과 유산》 은 같은 년도에 스베덴보리 재단이 제작하였다. 이 영화는 그녀의 삶에 대한 스웨덴 개신교 영성가 에마누엘 스베덴보리의 영적인 신학에 의한 역할극과 어떻게 헬렌 켈러가 3대 악재인 실명, 실청 그리고 거대한 언어의 장벽을 넘었다는 것에 영감을 받았는지에 초점을 맞추었다.

## 사진
2008년 3월 6일, 뉴잉글랜드 역사족보협회는 이미 발표 되었지만 사람들의 관심에서 잊혀진 진귀한 1888년에 찍은 헬렌 켈러와 앤 설리번 사진을 직원들이 찾았다고 발표하였다. 그녀의 많은 인형 중 하나를 들고있는 헬렌 켈러를 묘사한 이 그림은 앤 설리번의 가장 오래된 사진일거라 믿어진다.

## 사후의 명예

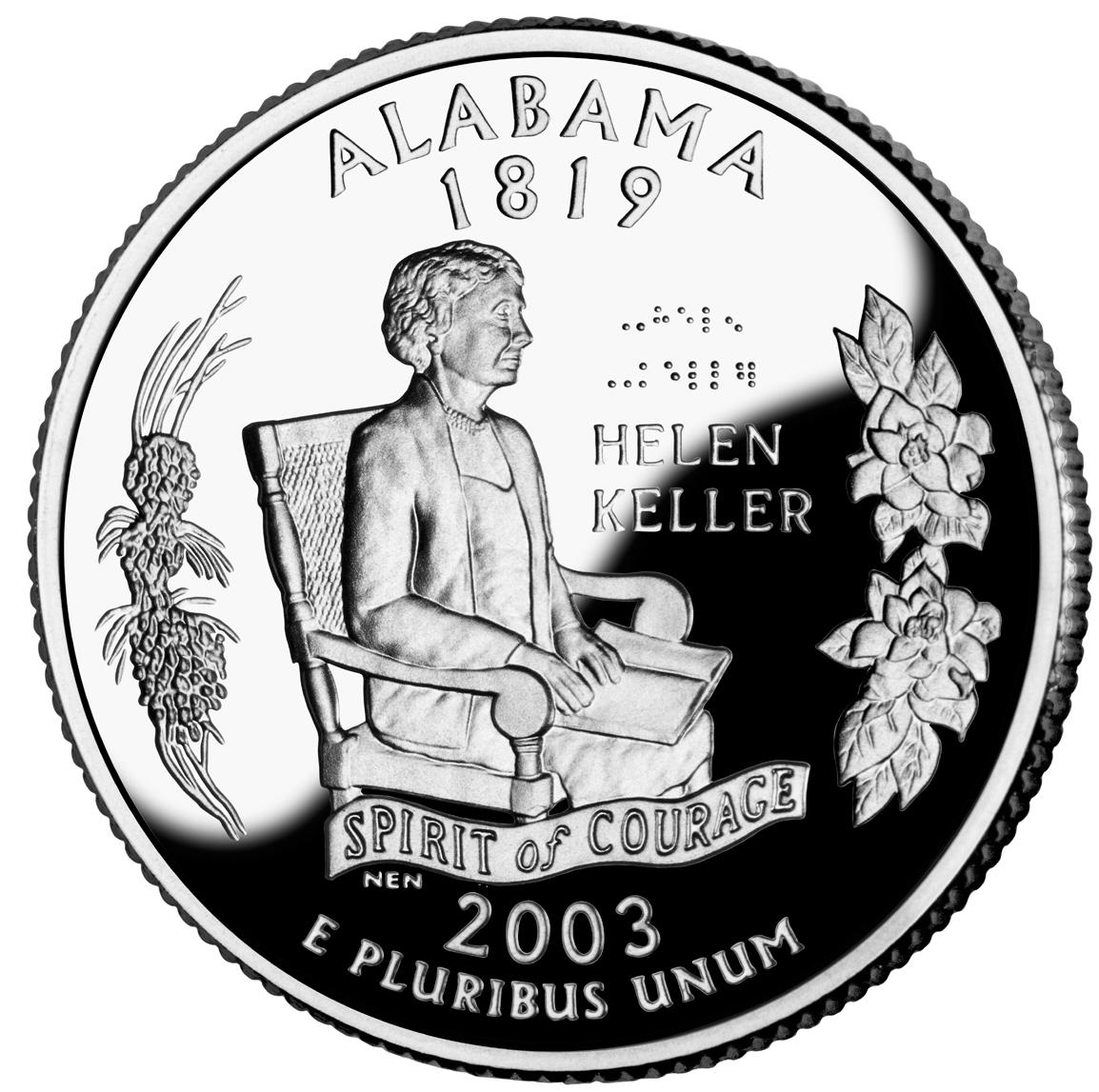
헬렌 켈러가 그려져 있는 앨라배마주 미국 쿼터 주화

1999년에는 헬렌 켈러가 "갤럽이 선정한 20세기에서 가장 널리 존경받는 인물" 18인 중 한 사람으로 선정되었다.
2003년 앨라배마주는 주를 상징하는 미국 쿼터 주화(25센트 주화)에 헬렌 켈러를 그려넣었다.
앨라배마 셰필드에 있는 '헬렌 켈러 병원'은 앨라배마 주가 헬렌으로부터 기증 받은 것이다.
전 세계적으로 그녀의 이름을 딴 거리가 있는 도시는 스페인의 헤타페와 이스라엘의 로드가 있다.
인도 마이소르에 있는 청각 장애인들을 위한 유치원은 설립자 K. K. 스리니바센에 의해 헬렌 켈러의 이름을 따게 되었다.
2009년 10월 7일, 헬렌 켈러의 동색 동상이 "미국 조각 수집관"(National Statuary Hall Collection)에 1908년 자베즈 커리(Jabez Lamar Monroe Curry)의 앨라배마주 동상 대신으로 추가되었다. 이 동상은 "미국 국회의사당 방문객 센터"에 전시되어 있으며, 수중 펌프앞에 서있는 7살의 헬렌 켈러를 담아냈다. 이 동상은 그녀가 W-A-T-E-R(물)이라는 단어를 앤 설리번이 그녀의 손에 써가면서 처음으로 이해했을 때의 중요한 순간을 담고 있다. 여기에 쓰여 있는 글은 일반 글자와 점자로 쓰여 있다. 
| “ | 이 세상에서 가장 아름다운 것은 보이거나 만져질 수 없다. 그것들은 오직 마음 속에서 느껴질 것이다. | ” |
|   | — 헬렌 켈러,                                                                                     |   |

이 동상은 미국 의회의사당에 전시된 것들 중에서 처음으로 장애인이면서 혹은 어린이를 대상으로 한 작품이다.

## 주해
1. ↑  헬렌 켈러가 선사받은 개의 이름

## 같이 보기
- 퍼킨스 시각장애인 학교

## 관련 자료
- Keller, Helen with Anne Sullivan and John A. Macy (1903) The Story of My Life. New York, NY: Doubleday, Page & Co.
- Lash, Joseph P. (1980) Helen and Teacher: The Story of Helen Keller and Anne Sullivan Babo . New York, NY: Delacorte Press. ISBN 0-440-03654-2
- Herrmann, Dorothy (1998) Helen Keller: A Life. New York, NY: Knopf. ISBN 0-679-44354-1